# Komedia społeczna
Komedia społeczna – typ komedii, odnoszącej się do ważnych zjawisk społecznych, uprawiany w Polsce głównie w II poł. XIX w.
Komedia społeczna wzorowana była na pomysłach i technice zawartych w sztukach Emile'a Augiera, Aleksandra Dumasa (syna) i Victoriena Sardou. Jej początki w Polsce sięgają schyłku lat 50. XIX w. (Jan Chęciński, Wacław Szymanowski), a największy rozwój przypadł na lata 70. Głównymi twórcami komedii społecznych byli wtedy: Edward Lubowski, Józef Narzymski, Zygmunt Sarnecki, Kazimierz Zalewski. Komedię społeczną próbowali również uprawiać Adam Asnyk i Henryk Sienkiewicz.
Komedia społeczna pełniła podobną funkcję jak w prozie powieść tendencyjna. Tematy sztuk odnosiły się do aktualnych zjawisk, uznawanych za ważne społecznie. Bohaterowie byli najczęściej nosicielami postaw lub cech charakterystycznych dla określonych środowisk. Zwykle wywodzili się z inteligencji i sfer posiadających. Bohaterowie ludowi byli nieobecni.
Satyra w komedii społecznej miała charakter poważny, przechodzący w tonację dramatyczną lub sentymentalną, zaś wątki komediowe pojawiały się na drugim planie. Rzadziej wykorzystywano inne konwencje komediowe (komedia fredrowska, komediofarsa). Fabuła opierała się na konfliktach wartości pieniądz – prestiż społeczny – miłość, przy czym wątki uczuciowe traktowano najbardziej pobieżnie. Komedia z jednej strony piętnowała arystokratyczne przesądy, z drugiej – snobizm dorobkiewiczów. Propagowała też program pracy organicznej.
Wybrane komedie społeczne
- Edward Lubowski: Gonitwy (1877), Przesądy (1876)
- Józef Narzymski: Epidemia (1871), Pogodzeni z losem, (1878), Pozytywni (1872)
- Zygmunt Sarnecki: Dworacy niedoli, Ferbris aurea (1881)
- Kazimierz Zalewski: Górą nasi, Przed ślubem (1875), Z postępem (1874)